# کیتی (میکرونزی)
کیتی (به انگلیسی: Kitti یا Kiti) یکی از دوازده تقسیمات کشوری ایالت پوناپی ایالات فدرال میکرونزی است که در جنوب غرب جزیره پوناپی و جنوب کوه نانلائود قرار دارد.

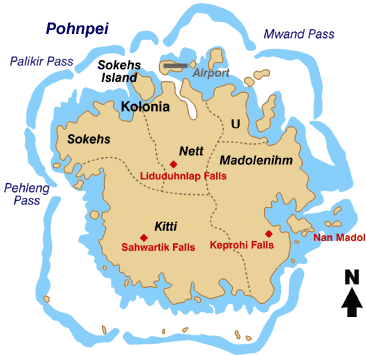
نقشه جزیره پوناپی و تقسیمات کشوری آن

## آموزش
وزارت آموزش و پرورش پوناپی، مدارس دولتی زیر را اداره می‌کند:
- دبیرستان یادبود نانپی با نام دیگر دبیرستان کیتی
- مدرسه انیپِین[۱]
- مدرسه ابتدایی یادبود نانپِی[۱]
- مدرسه ابتدایی پِلِنگ[۱]
- مدرسه ابتدایی رُهی[۱]
- مدرسه ابتدایی سالاپووک[۱]
- مدرسه ابتدایی سِینوار[۱]
- مدرسه ابتدایی وُن[۱]